# AN/SPS-39

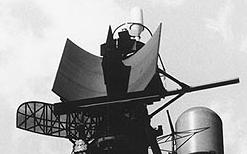
AN/SPS-39의 모습이다.

AN/SPS-39는 미국의 해상 레이더이다. 3차원 대공 레이더로, 280km의 거리를 탐지하는 레이더다. 구축함에 탑재되어 감시하는 레이더다.

## 스펙
SPS-39 레이다는 미국이 개발한 3차원 대공 레이다다. 최대 탐지거리가 200km가 넘으며 수백km 바깥의 항공기나 미사일을 정밀하게 탐지해낼 수 있는 첨단 레이다다.  대략 20여척이 넘는 대형 함정에 탑재됐던 베스트셀러였다. RCS 1m2인 목표물일 경우, 280km에서 탐지한다.

### 레이다 성능
- 취역연도 : 1960년
- 탐지거리 : 280km(1m2 목표물 기준), 370km(5m2 목표물 기준), 460km(10m2 목표물 기준)
- 탐지고도 : 30km(10만ft)
- 평균고장 간격 : 14시간(초기), 40시간~60시간(후기)
- 밴드 종류 : S 밴드
- 직경 치수 : 2.9m

### 레이다 모드
- 높은 데이터 속도 모드 : 근접한 목표를 탐지하기위한 것. 주사 횟수 15 rpm , 탐지 거리는 60 해리 펄스 폭 2.5 마이크로 초 .
- 고각 모드 : 고도의 목표를 탐지하기위한 것. 주사 횟수 7.5 rpm 탐지 거리 160 해리 펄스 폭 4.6 마이크로 초.
- 원거리 모드 : 원거리의 목표를 탐지하기위한 것. 주사 횟수 7.5 rpm 탐지 거리 245 해리 펄스 폭 10 마이크로 초.

## 같이 보기
- AN/SPS-49
- AN/SPY-1
- SMART-L
- AN/SPS-48